# Alain Nef
Alain Nef (* 6. Februar 1982 in Wädenswil, Schweiz) ist ein ehemaliger Schweizer Fussballspieler, der seine Karriere 2019 beim FC Zürich beendete.

## Karriere
Nef begann seine Profikarriere beim FC Zürich, für den er von 2001 bis 2006 in zahlreichen Partien auflief und mit der Mannschaft im Jahr 2006 die Schweizer Meisterschaft gewinnen konnte. Danach unterschrieb er beim italienischen Verein Piacenza Calcio in der Serie B einen Vertrag. Auch bei Piacenza sicherte er sich sogleich einen Stammplatz und absolvierte zwei Spielzeiten in der zweithöchsten italienischen Liga. Am 20. August 2008 gab Alain Nef beim 4:1-Sieg im Freundschaftsspiel gegen Zypern unter Ottmar Hitzfeld sein Debüt für die Schweizer Fussballnationalmannschaft und erzielte dabei das zwischenzeitliche 3:1 für die Schweiz.
Im Sommer 2008 wechselte Nef zum Serie-A-Klub Udinese Calcio, wurde aber Anfang 2009 an den abstiegsgefährdeten spanischen Klub Recreativo Huelva ausgeliehen, der in der spanischen Primera División spielte. Der Abwehrspieler stieg mit Huelva nach einer erfolglosen Saison als Tabellenletzter in die Segunda División ab und wurde daraufhin von seinem Stammverein Udinese Calcio an den Serie-B-Verein US Triestina ausgeliehen.
Am 30. August 2010 kehrte Nef in sein Heimatland zurück und schloss sich für eine Saison leihweise dem BSC Young Boys an, mit dem er im Sommer 2012 die dritte Saison begann. Anfang Juli 2013 wurde bekannt, dass Nef zu seinem Stammverein FC Zürich zurückkehrt, wo er einen Zweijahresvertrag mit Option auf eine weitere Saison unterzeichnete.
Im Mai 2019 gab der FC Zürich bekannt, dass Nef per Saisonende 2018/19 seine Karriere beendet.

## Erfolge
- Schweizer Meister: 2005/06
- Schweizer Cup-Sieger: 2004/05, 2013/14, 2015/16, 2017/18